# Horst Hussel

Horst Hussel (2004)

Horst Hussel (* 28. April 1934 in Greifswald; † 18. November 2017 in Berlin) war ein deutscher Zeichner, Grafiker, Illustrator und Schriftsteller.

## Leben
Horst Hussel studierte von 1953 bis zu seiner vorzeitigen Exmatrikulation wegen „formalistischer Umtriebe“ 1954 an der Hochschule für Bildende Künste in Dresden bei Erich Fraaß. Von 1954 bis 1958 erfolgte ein Studium der Malerei an der Hochschule für bildende und angewandte Kunst in Berlin-Weißensee bei Kurt Robbel, Bert Heller und Gabriele Mucchi. Er wurde in Berlin während seiner Diplomarbeitsphase wegen seiner „dekadenten künstlerischen Auffassung“ exmatrikuliert und studierte von 1958 bis 1961 Graphik an der Hochschule für Bildende Künste in Berlin-Charlottenburg bei Friedrich Stabenau. Mit Friedrich Schröder Sonnenstern war er befreundet. Im August 1961 brach er sein drittes Studium ab. Erst im Jahr 1990 wurde ihm das Abschlusszeugnis der Kunsthochschule Berlin-Weißensee nachträglich zuerkannt. Im Jahr 1994 gründete Hussel die Dronte-Presse. Er war Mitglied im PEN-Zentrum Deutschland und bis 1990 des Verbands Bildender Künstler der DDR.
Seit 1961 arbeitete Hussel als Grafiker und Zeichner, Buchgrafiker, Exlibriskünstler, Schriftsteller und Herausgeber. Bekannt wurde er durch eine Fülle kauzig-skurril illustrierter Bücher anderer Autoren, durch eine Vielzahl selbst illustrierter eigener Bücher und durch von ihm entworfene Bucheinbände, Vorsatzpapiere und Vignetten. Daneben schuf er ein umfangreiches Œuvre, das vor allem aus Grafiken und Zeichnungen besteht, und das auf zahlreichen Ausstellungen präsentiert wurde, unter anderem 1967/1968, 1972/1979 und 1977/1978 auf der VI. bis VIII. Kunstausstellung der DDR in Dresden. Er gestaltete die Bucheinbände der Friedenauer Presse und zeichnete unter anderem für die Zeitschriften Sibylle und Das Magazin. Die von ihm geschaffene fiktive Figur des Komponisten Albrecht Kasimir Bölckow wird immer wieder in den Medien rezitiert.
Hussel überstand „die Zumutungen des Sozialistischen Realismus ohne Einbußen an Selbstachtung“. Er war auch ein Kunst-Propagandist für verwandte Geister, so Paul Scheerbart, Robert Walser, Alexander Olbricht, Marcus Behmer, Kurt Schwitters, Albert Wigand und Gerhard Altenbourg. Altenbourg schuf 1961 mit der Lithografie „Freund H.“ ein Porträt Hussels.
Horst Hussel lebte in Berlin-Pankow. Er starb nach kurzer, schwerer Krankheit in einem Berliner Hospiz.

## Familie
Horst Hussel war er mit der Berliner Autorin und Germanistin Anne Gabrisch (1932–2004) verheiratet und Vater der gemeinsamen Tochter Anna Hussel.

## Ehrungen
Im Jahr 1993 erhielt Horst Hussel den Jule-Hammer-Preis. 1987 wurde er Präsident der (fiktiven) Kurt-Schwitters-Gesellschaft der DDR.

## Mappen-Editionen (Auswahl)

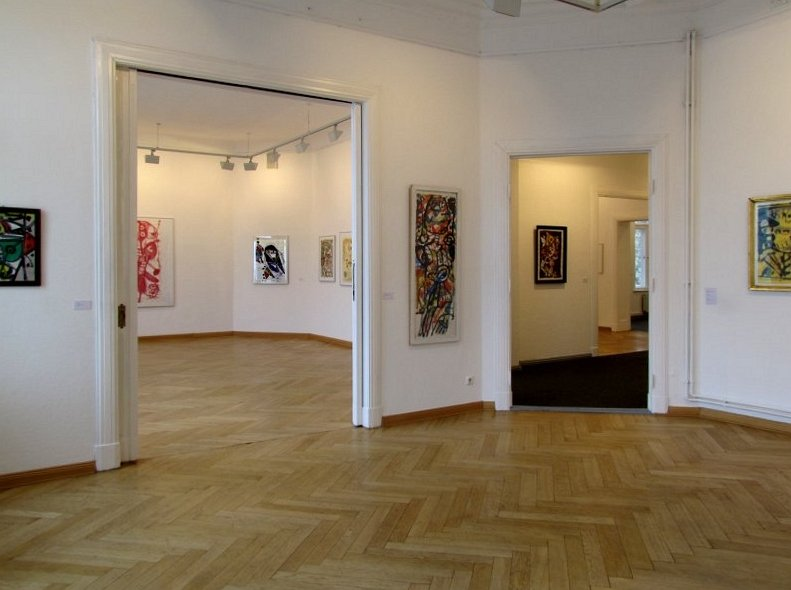
Galerie Pankow Ausstellung Hussel 2010

- 1995: Die merkwürdigsten Käfer der Mark Brandenburg. Mappe mit 10 Radierungen. 11. Druck der Berliner Graphikpresse[6]
- 1998: Porträt Bertolt Brecht I-IV. Mappe mit drei Kreidelithographien und einer Algraphie. 12. Druck der Berliner Graphikpresse[6]

## Schriften (Auswahl)
- 1982: Briviéra. Eulenspiegel-Verlag, Berlin.
- 1985: Calmen / Dreiundzwanzig Gespräche und zwölf Zeichnungen. Verlag Philipp Reclam jun. Leipzig. (Beigefügt: L’Heure Embrasée. Kammeroper von Horst Hussel und Frank Schneider.)
- 1986: Abendglühn. Gespräche, Briefe, Geschichten. Verlag Klaus G. Renner, München.
- 2002: Fliegende Gurken.
- 2003: Musik aus Gägelow / Aus den Tagebüchern und Notenheften des Komponisten Albrecht Kasimir Bölckow. Friedenauer Presse, Berlin.
- 2004: Hebriden-Landschaften.
- 2008: Frühlingsgeschichten.
- 2008: Gastro Mechanico. hrsg. von der Galerie Gesellschaft H. Saborowski und der Dronte Presse, Berlin.
- 2009: Aprillenwetter.
- 2011: Aus Nippon. Berlin/Hamburg.
- 2015: Auf der Bank – Damengespräche. Zürich.
- 2018: Franz. PalmArtpress, Berlin.
- 2018: Begegnungen mit Kurt Schwitters. Quartus-Verlag, Bucha bei Jena, ISBN 978-3-943768-99-2.

## Hörspiele
- 1987: Das Sterneberg-Concert. Regie: Heinz von Cramer, SDR.
- 1987: Schangschang. Regie: Pierre Kocher, DRS.
- 2002: Musik aus Gägelow. Regie: Ulrich Gerhardt, DLF/SWR (Hörspielpreis der Akademie der Künste)

## Buchillustrationen (unvollständig)
- 1964: Johannes Bobrowski (Hrsg.): Wer mich und Ilse sieht im Grase ... Eulenspiegel Verlag, Berlin.
- 1965: Hermann Harry Schmitz: Die Taufe und andere Katastrophen; (mit Holzstichmontagen); Eulenspiegel Verlag, Berlin.
- 1965: Scholem Alejchem: Der Sohn des Kantors. Verlag Volk und Welt, Berlin.
- 1966: Eric Knight: Sam Small fliegt wieder; Rütten & Loening, Berlin.
- 1967: Eckart Krumbholz: Fingerzeige. Mitteldeutscher Verlag, Halle/Saale
- 1966: Günter de Bruyn: Maskeraden. Parodien; (mit Holzstichmontagen); Mitteldeutscher Verlag, Halle.
- 1975: Karel Čapek: Wie ein Theaterstück entsteht. Verlag Volk und Welt, Berlin, 1975
- 1972: Eduard Petiška: Der Golem. Jüdische Märchen und Legenden aus dem alten Prag. Union Verlag, Berlin.
- 1979: Scheidemünze. Aus dem Deutschen Sprichwörter-Lexikon des Karl Friedrich Wilhelm Wander. Verlag Volk und Wissen, Berlin.
- 1980: Joachim Schreck (Hrsg.): Café Klößchen. 38 Grotesken. Eulenspiegel-Verlag, Berlin (weitere Illustratoren: Albrecht von Bodecker und Peter Nagengast).
- 1989: Stefan Heym: Die Hexe und weitere Märchen für kluge Kinder. C. Bertelsmann, München.
- 1992: Stefan Heym: Filz. C. Bertelsmann, München.
- 2017: Klaus Ferentschik: Bisquitkrümel. PalmArtPress, Berlin.